# ゆうがおバス

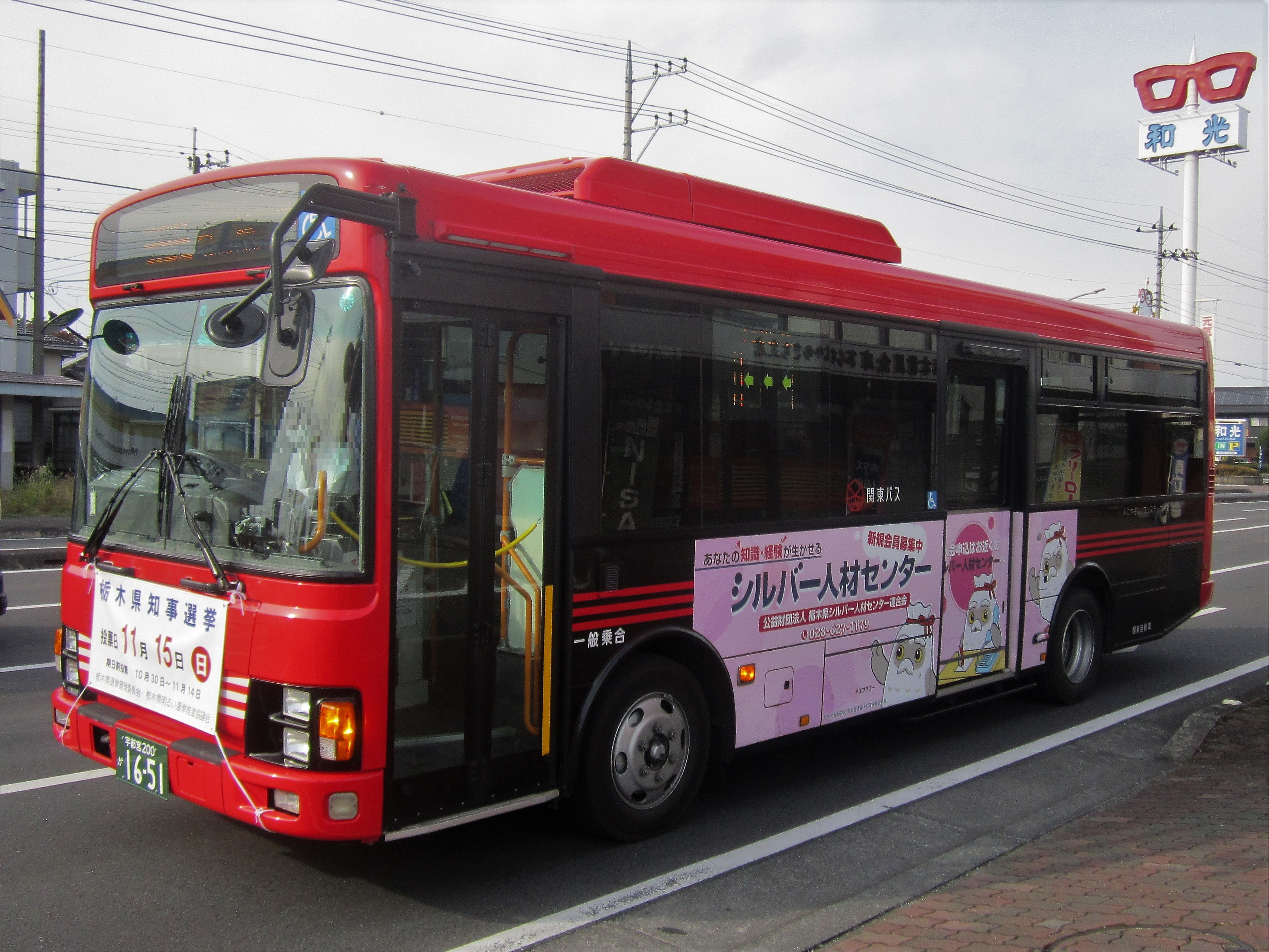
ゆうがおバス

ゆうがおバスとは、栃木県下野市・上三川町・壬生町の1市2町をつなぐ広域連携バスである。2019年（令和元年）10月より実証運行が開始された。
2022年（令和4年）3月31日に実証運行を終了、翌4月1日より関東自動車による本格運行へ移行した。

## 沿革
- 2019年（平成31年・令和元年）
  - 1月 - 下野、上三川、壬生の３市町が共同で広域公営バスを運行する方針を固めたことが22日判明[1]
  - 8月 - 公募により特産のかんぴょうにちなみゆうがおバスの愛称決定[2]
  - 10月1日 - 実証運行開始
- 2020年（令和2年）
  - 6月6日 - 東武鉄道のダイヤ改正にともない一部便の時刻改正
  - 10月1日 - 利用促進のため、ゆうきが丘循環線の経路変更[3]
  - 12月1日 - ゆうがおバススタンプラリー[4]と絵画コンテスト[5]を開催（応募期間はともに2021年2月28日まで）
- 2021年（令和3年）
  - 3月13日 - 東武鉄道の時刻改正により、ゆうきが丘循環線の一部便の時刻改正[6]
- 2020年（令和4年）
  - 3月31日 - 実証運行終了[7]、同日の運行をもって利用低迷のゆうきが丘循環線廃止。
  - 4月1日 - 石橋駅・獨協線を本格運行へ移行、時刻改正を実施。土日祝日の運行本数増加[8][9]
- 2024年（令和6年）10月1日 - JR石橋駅・獨協線平日の最終便の時刻変更。

## 路線
- 石橋駅を起点に上三川町の住宅街を循環するゆうきが丘循環線
  - 2020年9月まで、国道4号線を経由
  - 2020年10月より、文教通り経由とし、土日祝日はスーパーや大松山運動公園近くを通るルートに変更
  - 利用低迷のため2022年3月31日の運行をもって廃止
- 石橋駅から、おもちゃのまち駅を経由して獨協医科大学病院へ向かうJR石橋駅・獨協線

### バス停
- 石橋駅やおもちゃのまち駅、獨協医大病院前などは関東自動車の既存路線バスのバス停と同じ位置ではあるが、ポールは専用の物を設置している

## 運行担当
- 関東自動車小山営業所石橋車庫の管轄で、同社の一般色中型バスが使用される。